# Beiseker
Beiseker är en ort i Kanada.   Den ligger i provinsen Alberta, i den centrala delen av landet, 2 800 km väster om huvudstaden Ottawa. Beiseker ligger 913 meter över havet och antalet invånare är 785.
Terrängen runt Beiseker är platt. Runt Beiseker är det mycket glesbefolkat, med 7 invånare per kvadratkilometer.. Närmaste större samhälle är Irricana, 8,2 km sydväst om Beiseker.
Trakten runt Beiseker består till största delen av jordbruksmark.